# Parholaspididae
Parholaspididae zijn  een familie van mijten. Bij de familie zijn 12 geslachten met circa 100 soorten ingedeeld.

## Geslachten
De volgende geslachten zijn bij de familie ingedeeld:
- Gamasholaspis Berlese, 1903
- Holaspina Berlese, 1916
- Holaspulus Berlese, 1904
- Hyattolaspina A. K. Datta & P. C. Bhattacharjee, 1991
- Krantzholaspis Petrova, 1967
- Krantzolaspina Datta & Bhattacharjee, 1989
- Lattinella Krantz, 1960
- Neparholaspis Evans, 1956
- Parholaspella Krantz, 1960
- Parholaspis Berlese, 1918
- Proparholaspulus K. Ishikawa, 1980
- Snaveolaspis Johnston, 1969